# اس‌اس امبریا
اس‌اس امبریا (به انگلیسی: SS Ambria) یک کشتی بود که طول آن ۲۳۴ فوت ۵ اینچ (۷۱٫۴۵ متر) بود. این کشتی در سال ۱۹۲۲ ساخته شد.